# Marwan Muhammad
Ne doit pas être confondu avec Marwan Mohammed.
Compléments
Auteur de FoulExpress : Petit traité de déconstruction du système financier (2009) et de Nous (aussi) sommes la nation (2017).
Marwan Muhammad, né le 13 septembre 1978 à Paris, est un militant associatif français.
Employé au middle-office pendant quatre ans au sein de la Société générale puis à HSBC, il a ensuite travaillé entre 2007 et 2013 pour Sungard (devenu FIS), une entreprise de logiciel opérant notamment dans le secteur financier. Marwan Muhammad rejoint en 2009 l'association Collectif contre l'islamophobie en France et en est le porte-parole entre 2010 et 2014. Il est ensuite conseiller spécial auprès du Bureau des institutions démocratiques et des droits humains de l’Organisation pour la sécurité et la coopération en Europe jusqu'en 2016. Le 1er mars 2016, il devient le directeur exécutif du Collectif contre l'islamophobie en France (CCIF).
Marwan Muhammad est une personnalité controversée,. Certains observateurs soulignant sa relation avec des milieux radicaux islamistes, le soupçonnent de porter un islam politique proche des Frères musulmans,, ce qu'il dément formellement. L’appartenance du CCIF, qu’il a dirigé, à cette même mouvance, est pour sa part signalée par le chercheur Hugo Micheron. Dans son arrêt au fond validant la dissolution du CCIF, le Conseil d'État le considère comme un tenant de l'islamisme radical invitant à se soustraire aux lois de la République,.

## Biographie

### Jeunesse et études
Né d'un père commerçant égyptien et d'une mère sage-femme algérienne, Marwan Muhammad grandit dans le quartier de la Goutte-d'Or puis dans les Hauts-de-Seine à Gennevilliers.
Après avoir été scolarisé dans le public et un établissement catholique, il suit des études scientifiques et obtient en 2003 un diplôme en mathématiques financières et en statistiques,. Pour la journaliste Yasmine Chouaki : « Réussir à l’école a été pour Marwan comme une revanche sur une société perçue comme marquée par l’élitisme et la discrimination. » Ancien DJ, il est passionné de rap.
Il est père de famille.

### Carrière professionnelle dans la finance
À partir de 2001, Marwan Muhammad travaille en tant que trader pendant cinq ans, avant de quitter le secteur bancaire pour s'investir dans le milieu associatif.
Travaillant en middle office (contrôle et vérification de l'activité des traders), il participe en 2001 à la conception d'un automate de trading pour la Société générale basé sur une objectivation statistique de l'analyse technique, ainsi que sur les algorithmes génétiques. En 2004, il se concentre sur les arbitrages de volatilité. Statisticien, il occupe depuis 2007 des fonctions de conseil et de formation auprès d'agences gouvernementales et de grandes entreprises dans la validation de leurs modèles quantitatifs.[réf. nécessaire] Marwan Muhammad quitte son poste à la Société générale en 2006, considérant que le système financier auquel il participe est générateur de « criantes injustices ». Son éthique personnelle était alors en contradiction avec son activité professionnelle.
Après avoir abandonné le secteur bancaire, il enseigne à l'École supérieure d'ingénieurs Léonard-de-Vinci les mathématiques financières, ainsi que l'éthique appliquée au monde de l'économie. Il intervient régulièrement lors des séminaires et conférences en France et à l'étranger traitant en particulier de la finance éthique.
En 2011, il fonde l’association FoulExpress,,, avec des lecteurs du livre éponyme qu'il a publié en 2009. L'association s'occupe d'un site internet de réflexion, de soutien scolaire et organise des conférences-débats.

### Engagement contre l'islamophobie en France: porte-parole du CCIF

#### Actions et discours
Il rejoint l'association Collectif contre l'islamophobie en France en 2009. Il en est le porte-parole de 2010 à juin 2014.
Depuis 2011, il participe à des conférences, en France et à l'étranger, principalement sur l'objectivation des formes de racisme en Europe et multiplie les prises de position contre l'islamophobie. En 2011, dans une lettre ouverte, il répond au débat sur l'islam que souhaite organiser Jean-François Copé.
En 2012, il est l'auteur d'un shadow report sur le racisme en France, publié par European Network Against Racism (ENAR). Lors de la campagne du CCIF, Nous sommes la nation, Marwan Muhammad, commentant le refus d'affichage de la RATP, regrette que « simple affichage d'une campagne contre l'islamophobie soit appréhendée comme un acte politique et de prosélytisme religieux, alors que le collectif n'a aucune visée partisane ».
En 2013, il coordonne la rédaction, avec une quarantaine de Français, d'une tribune, « Pas de laïcité sans liberté ».
Il participe également à des débats radio et télévisés à propos de l'islamophobie et produit des articles, par le biais de médias de gauche ou sur son blog. Parlant couramment anglais, Marwan Muhammad intervient dans les médias anglo-saxons : débat sur la chaîne américaine CNN, traite l'actualité pour BBC World News, interviews à Al-Jazeera English. Il évoque le problème du port du voile, mais aussi sur des questions de politique générale, comme l'élection présidentielle de 2012 ou la crise économique en Grèce
En 2013, il dénonce un « climat d'islamophobie » en France qui selon lui s'aggraverait au fil des mois, en précisant notamment que 94 % des agressions islamophobes touchent des femmes.
Pour le journaliste Claude Askolovitch, Marwan Muhammad reprend une campagne du site « oumma.com », qui critique le ministre de l'Intérieur Manuel Valls, pour son hostilité à l'islam et sa proximité supposée avec la communauté juive ; campagne qui alimente « les réflexes anti-juifs de la société, et notamment dans les communautés musulmanes. C'est en même temps nourrir à nouveau le dossier de l'antisémitisme musulman. »
Durant le mois d'août 2013, il entame une ascension du mont Blanc avec cinq autres hommes, dont le journaliste Nadir Dendoune, dans le but de sensibiliser l'opinion à l'islamophobie,,.
En 2015, il soutient Rachid Eljay, alias Rachid Abou Houdeyfa, imam de Brest, dont Charlie Hebdo souligne qu'il est « connu pour ses propos de mélomane, qui estimait que « ceux qui écoutent de la musique seront transformés en singes ou en porcs » ». Charlie Hebdo relève également qu'il soutient le prédicateur Nader Abou Anas, « connu, lui, pour ses propos sur l'égalité femmes-hommes ».
En novembre 2015, il considère que « L’état d’urgence ne doit pas donner à l’État islamique ce qu’il recherche : la stigmatisation des musulmans. » Pour lui, « l’idée qui désamorce "les musulmans sont dangereux" n’est pas "les musulmans sont gentils", mais "les musulmans sont normaux". » Il réclame une plus grande diversité parmi les invités musulmans dans les médias, pour montrer le quotidien et les pratiques de chacun. Il estime par ailleurs qu'un travail antiterroriste doit s'effectuer dans « la transparence et le cadre du droit » et que des « postures autoritaires » légitimeraient le « recrutement des jeunes par les terroristes ».
Dans le cadre de l’affaire Tariq Ramadan, il signe une tribune le 21 février 2018 sur le site Mediapart aux côtés d'une cinquantaine de personnalités pour une « pour une justice impartiale et égalitaire » pour Tariq Ramadan, mis en examen pour viols et placé en détention provisoire, et dans laquelle il est demandé de libérer immédiatement ce dernier en raison de son état de santé. Le prédicateur l'avait adoubé en novembre 2016 dans un message : « Voir apparaître aujourd'hui une relève de la qualité de mes jeunes frères Mohamed Bajrafil [imam d'Ivry-sur-Seine] et Marwan Muhammad est juste apaisant, réconfortant et énergisant ». Le Figaro considère ainsi qu'il est l'héritier spirituel du prédicateur, dont il partage la même idéologie (opposition à la loi sur le port du voile à l'école, critique de Charlie Hebdo, défense du burkini, empruntant à la « rhétorique des droits de l'homme […] pour attaquer les principes de la République »). Mais alors que Tariq Ramadan était soutenu par le Qatar, Marwan Muhammad le serait de la Turquie, pays qui cherche à étendre son influence sur les musulmans de France.

#### Nouvelle ligne directrice: politique médiatique et liens avec l'islamisme
Marwan Muhammad est à l'origine du développement du CCIF qui « émerge du néant médiatique ». Il commence à se faire connaître de plus en plus sur les réseaux sociaux et en partie grâce à des buzz, à l'origine d'articles. Il organise une distribution gratuite de pains au chocolat devant la gare Saint-Lazare en réponse à la polémique lancée par Jean-François Copé.
Certains observateurs, soulignant sa relation avec des milieux radicaux islamistes, le soupçonnent de porter un islam politique. Pour un journaliste du Canard enchaîné, le CCIF a « par le passé défendu des imams expulsés pour radicalisme » et Marwan Muhammad se produit régulièrement en présence d'imams radicaux. Selon le politologue Haoues Seniguer, il arrive à Marwan Muhammad d'écrire sur le site confessionnel Ajib.fr de « tendance néo-salafiste ». Haoues Seniguer le qualifie ainsi de « néofrère musulman ». En 2013, à la mosquée du Bourget, Marwan Muhammad s'affiche ainsi avec Nader Abou Anas, prédicateur qui avait auparavant déclaré : « La femme ne sort de chez elle qu'avec la permission de son mari ». Soutien du CCIF, l'imam Hassan Iquioussen estime pour sa part que « l'homosexualité n'est pas la bienvenue » et oppose les « musulmans soucieux d'être fidèles à leur éthique religieuse » aux « musulmans “civilisés”, “modernes”, “modérés”, “intégrés”, “assimilés”, athées, homosexuels et pourquoi pas pédophile ». Le militant laïque Naëm Bestandji conclut : « Je n'ai jamais entendu Marwan Muhammad exprimer le moindre bémol envers les intégristes islamistes ». En 2011, lors d'une conférence à la mosquée de Vigneux, il avait par ailleurs critiqué les modérés en déclarant : « J'en ai marre de voir des néoharkis me représenter à la télévision ».
Estimant en 2010 que l’islam est « une religion qui a vocation à régir toutes les sphères de la vie sociale », il déclare également que le « problème idéologique » du rapport entre les musulmans et la République vient d'« une population qui n'a pas envie de se soumettre […] au mode de vie tel qu'il est pratiqué ici ». En 2011, il fait une comparaison entre les « Juifs en Allemagne dans les années 1930 » et les « musulmans dans la France des années 2010 », affirmant qu'on y « mitraille des mosquées », et qu'on y « viole des femmes le jour de l'Aïd ».
Par ailleurs, Caroline Fourest rapproche son discours de celui de l'organisation suprémaciste Nation of Islam, en citant ses propos : « Allah, soubhanahou, wa ta'ala nous dit : "Vous êtes la meilleure communauté qui ai surgi sur Terre". Pas la deuxième, pas une bonne communauté, mais la meilleure des communautés ».

En 2013, dans son livre L'Islam, l'épreuve française, Élisabeth Schemla rapporte une déclaration attribuée à Marwan Muhammad, faite lors d'une conférence à la mosquée d’Orly, en août 2011 (ou 2012, selon les sources,) : 

« Qui a le droit de dire que la France dans trente ou quarante ans ne sera pas un pays musulman ? Qui a le droit ? Personne dans ce pays n'a le droit de nous enlever ça. Personne n'a le droit de nous nier cet espoir-là. De nous nier le droit d'espérer dans une société globale fidèle à l'islam. Personne n’a le droit dans ce pays de définir pour nous ce qu’est l'identité française. »

En avril 2013, il répond sur l'antenne de RMC : 

« Cette citation est tirée d'un blog d'extrême droite, puis recitée, à droite et à gauche, en m'imputant ce propos-là, que j'aurais tenu à la mosquée d’Orly en août 2012 […] le CCIF n'a absolument jamais donné de conférence à la mosquée d'Orly, et encore moins moi en août 2011. »

La déclaration est cependant confirmée par Lydia Guirous, qui rapporte avoir consulté la vidéo en question. En juin 2015, Ludwig Gallet, de L'Express, note que sur « Internet, il est d'usage de ressortir les vieux dossiers compromettants ». La « déclaration attribuée à Marwan Muhammad, ancien porte-parole du CCIF, qui aurait été tenue en août 2011 à la mosquée d'Orly, alors qu'il était en poste » est utilisée par le journaliste Mohamed Sifaoui pour tenter de discréditer le collectif. Ludwig Gallet rappelle que, pour l'intéressé, il s'agit d'un hoax (canular) lancé par des sites identitaires, et interroge Elisabeth Schemla qui avait également repris la citation dans son livre ; l'auteur explique avoir trouvé un document filmé, et déclare : « S'agissant de Marwan Muhammad, je peux vous garantir avoir vu et retranscrit moi-même cette vidéo. » « Une vidéo très difficile à retrouver, puisque la plupart des liens sont aujourd'hui indisponibles », ajoute Ludwig Gallet.
Pour Michaël Prazan, auteur de Frères musulmans, enquête sur la dernière idéologie totalitaire, l'originalité de Marwan Muhammad est d'avoir réussi à allier les relations traditionnelles du CCIF à celles de militants de gauche indigénistes. Ainsi, en 2015, la présidente du PIR Houria Bouteldja est invitée d'honneur du gala du CCIF. En 2016, il participe au « camp d'été décolonial », dont certains ateliers sont interdits aux Blancs.
Haoues Seniguer précise qu'il représente « l'esprit de l'entrepreneur capitaliste associé au rigorisme moral. Il sait très bien qu'aucun acteur public musulman n'a intérêt à être associé avec des extrémistes. Donc il refuse d'être associé à eux "par capillarité" comme il dit. Mais il est bien favorable à une normalisation du rapport aux salafistes. Entre lui et eux, c'est une différence de degré, pas de nature ». Pour sa part, Marwan Muhammad estime que « plus on est inclusif, plus on se donne les chances de réguler des idées marginales ou radicales ». Le politologue ajoute que Marwan Muhammad « invoque toujours la République, la laïcité, en sachant très bien que cela désamorce d'emblée la critique qu'on peut lui faire : “Comment pouvez-vous dire que je ne suis pas républicain, pas laïque, alors que je mobilise ces concepts dans mon discours ?” ».
Le militant laïque Naëm Bestandji qualifie Marwan Muhammad d'« intégriste d'extrême droite », contrairement à Libération, pour qui il est un « activiste de gauche ».
Le 21 septembre 2021 le Conseil d'État relève dans les griefs justifiant la dissolution du CCIF que Marwan Muhammd, ancien dirigeant de l'association, est l'un « des tenants d'un islamisme radical invitant à se soustraire à certaines lois de la République » et a « tenu publiquement des propos tendant à relativiser, voire à légitimer, les attentats contre le Musée juif de Bruxelles en 2014 et contre le journal Charlie Hebdo en 2015, et promu l’idée d’une suprématie de la communauté musulmane »,.

### Diplomate à l'Organisation pour la sécurité et la coopération en Europe
De 2014 à 2016, selon Abdellali Hajjat, il est « conseiller chargé des questions d'islamophobie » auprès du Bureau des institutions démocratiques et des droits de l’homme (ODIHR/BIDDH) ; un service de l'Organisation pour la sécurité et la coopération en Europe (OSCE) qui aide les gouvernements des pays membres à respecter leurs engagements dans les domaines des droits de l'homme, de la démocratie, de l'État de droit, de la non-discrimination et de la tolérance.
En août 2016, un journaliste (signature JC) du Canard enchaîné affirme qu'il a « utilisé son poste de rédacteur à l'OSCE pour y faire du lobbying pro-islamiste, ce qui lui a valu des remontrances et a conduit à sa démission ». Il y fustigeait notamment la laïcité française et demandait à la France de faire un « examen de conscience ». Sur son site, le CCIF dément le 7 septembre tout lobbying de la part de Marwan Muhammad, et affirme que son départ a été considéré, par l'institution, comme une perte. Isabelle Kersimon note le 9 septembre 2016, que ses propres enquêtes ne lui ont pas permis de déterminer ce qui a motivé son départ. Le 14 septembre 2016, Anne Vidalie de L'Express écrit : « son activisme militant lui aurait attiré les remontrances de son patron. Dix huit mois plus tard, il préfère démissionner ».

### Directeur exécutif du CCIF
Le 1er mars 2016, Marwan Muhammad prend les fonctions de directeur exécutif du Collectif contre l'islamophobie en France (CCIF).
Pendant l'été 2016, alors que le gouvernement entend relancer la Fondation des œuvres de l'islam de France, Marwan Muhammad souhaite que « l’islam soit doté d’une structure de cette nature, le plus vite possible ». En revanche, quand Jean-Pierre Chevènement est pressenti pour prendre la tête de celle-ci, Marwan Muhammad « déplore que le gouvernement organise l'islam de France avec ses potes. »
Toujours en 2016, il qualifie de « victoire de la liberté » la suspension par le Conseil d'État d'un arrêté anti-burkini de la commune de Villeneuve-Loubet. Marwan Muhammad déclare : « Je jeûne, je prie. Je suis un musulman lambda. » Concernant le foulard Marwan Muhammad affirme ne pas avoir d'opinion personnelle mais revendique la liberté de le porter pour celles qui le souhaitent.

En août 2016, il tient le discours suivant dans la mosquée de Tremblay-en-France : « Personne n’a le droit de nous dire comment on doit s’habiller, comment on doit financer les mosquées […]. Et pour ça, il faut se mobiliser politiquement. ». Selon la journaliste Anne Vidalie, il contrevient en cela à l’article 26 de la loi de séparation des Églises et de l'État, qui indique qu'« il est interdit de tenir des réunions politiques dans les locaux servant habituellement à l’exercice d’un culte ». Le 30 août 2016, Jean-Louis Bianco, président de l'Observatoire de la laïcité, conclut, dans sa réponse à l’attention du collectif Printemps républicain qui l'interroge sur le sujet : 

« En l’absence de jurisprudence établie, l’Observatoire de la laïcité ne peut se substituer aux juges à la fois pour apprécier le caractère cultuel exact du lieu mais aussi le caractère politique ou non de ladite réunion. »

Le 2 octobre 2016, l'Institut d'études politiques de Paris organise le « Grand oral » de Jean-François Copé — candidat à la primaire des Républicains. À cette occasion Marwan Muhammad est invité à débattre. Pour Alain Auffray, de Libération, ce face-à-face, dans lequel « les deux hommes se sont employés à se disqualifier mutuellement […] excluait d’emblée toute possibilité de débat sur le fond. » Copé, cherchant à démontrer que le CCIF est « d'une certaine manière une sorte de cheval de Troie du discours islamiste », revient sur les critiques portées à l'égard des activités du CCIF et de son directeur. Certains reproches sont liés aux relations entretenues avec des personnalités musulmanes ambiguës voire très radicales, comme — l'ajoute Copé — l'imam de Brest, « celui qui a expliqué que si les enfants écoutaient de la musique, ils allaient être transformés en porcs. » En réponse, Marwan Muhammad déclare ne pas se sentir concerné par des propos qui ne sont pas les siens, il prétend « dialoguer avec tout le monde car même les pires opinions se régulent par le dialogue », et refuse de commenter ces propos, en affirmant que son seul intérêt est « la lutte contre le racisme ». Interrogé sur la polygamie et la condamnation de l'homosexualité au nom de l'islam, il répond : 

« Je ne suis pas imam, je ne me prononce pas sur des sujets qui ne me concernent pas. Je ne condamne pas les choix des uns des autres, d’être homosexuel ou d’être polygame, de se marier à deux ou à trois, ça ne m’intéresse pas. »

Le journaliste conclut : « S’il s’agissait de convaincre que ce n’est pas avec ces deux-là que ce débat progressera, la soirée était une réussite. » Gilles Clavreul — préfet, délégué interministériel à la lutte contre le racisme et l'antisémitisme — commente sur sa page Facebook : 

« L'interdiction de la burqa est condamnable d'ailleurs elle n'existe pas en France, la polygamie est un choix de vie tout comme l'homosexualité… Ad nauseam, Marwan Muhammad. Tous ceux qui jusqu'à présent se sont accommodés de la présence à leurs côtés de ce personnage aux conceptions révoltantes doivent enfin ouvrir les yeux. C'est une nouvelle extrême droite que nous avons en face de nous. »

Le 31 octobre 2016, Cécile Chambraud, du Monde, relève que Marwan Muhammad n'a pas l'intention de demander aux musulmans de rester muets face à une société qui les accueille comme s'ils se trouvaient hors frontières : « sauf que nous sommes nés ici et que nous définissons l’identité française, comme n’importe qui d’autre. Cette identité n’est ni monolithique, ni figée. Pourtant, on nous nie le droit d’en faire partie. Or l’islam est une religion française, le foulard fait partie des tenues françaises et Mohammed est un prénom français. » Pour la journaliste, ce côté « gros bras » lui a fait dire, un jour, à Samuel Grzybowski de l'association Coexister : « Il faut que je sois Malcolm X pour que tu puisses être Martin Luther King ».
En décembre 2016, Marwan Muhammad — « se faisant le relai du site Arrêt sur images », qui avait publié une enquête sur le « Décryptage d'un plan com' façon “carte postale de la diversité” » — appelle à reconnaître les personnalités qui se trouvaient autour de Manuel Valls lors de l'annonce de sa candidature à l’élection présidentielle, afin de « simplement mieux comprendre […] les conditions de leur participation (spontanée ou non) et de leur soutien affiché au candidat Valls ». Plusieurs commentaires suivant cet appel relèvent de propos conspirationnistes et antisémites.
Début octobre 2017, il est remplacé, au poste de directeur exécutif, par Lila Charef.
Le 27 octobre 2017, réagissant à un article de Valeurs actuelles — intitulé « États-Unis : “la discrimination contre les Blancs existe”, affirme une majorité de Blancs » —, Marwan Muhammad écrit sur son fil Twitter : « ’Le sexisme n’existe pas’ affirme 1 majorité d’hommes, ’Le racisme n’existe pas’ affirme 1 majorité de fachos, VA n’est pas 1 media de fdp… ».

### Consultation des musulmans de France et création de l'association L.E.S. Musulmans
Le 9 mai 2018, Marwan Muhammad lance une consultation destinée aux 5 millions de musulmans français, afin de penser leurs nouvelles institutions cultuelles représentatives. Selon lui, le temps est venu de définir « les bases de ce que pourrait être l'organisation des communautés musulmanes » et de « poser les fondations d'une relation constructive et franche avec l'État. » L'opération reçoit 20 000 contributions enregistrées en deux semaines,,,.

Le politologue Haoues Seniguer estime que, par cette consultation, Marwan Muhammad « cherche à apparaître comme le médiateur entre les acteurs publics et les musulmans ordinaires, en faisant mine de s'effacer derrière un sondage. » Pour Michaël Prazan, « après s'être adressé à une frange plus radicale ces dernières années, il lisse son discours pour conquérir un autre public plutôt sensible à l'antiracisme », tout en combattant les musulmans modérés et progressistes, Marwan Muhammad ayant ainsi déclaré : 

« Il n'y a pas un degré d'acceptabilité de notre religion. […] Ce qu'ils appellent l'Islam des Lumières moi, j'appelle ça l’islam du réverbère. »

Affirmant ne rêver d'« aucun leadership au sein des communautés musulmanes » et assurant que la consultation sera d'ailleurs sa dernière contribution à ces questions, il déclare que « tout cet agenda d'islam politique, je le jette à la poubelle. Je n'ai pas de plan détourné. Si un jour je me présente en politique, ce ne sera sûrement pas sous une étiquette musulmane. »
Cette initiative est soutenue par Anadolu, l'agence du gouvernement turc.

L’association L.E.S. Musulmans (L : pour libérer les énergies ; E pour entraide et excellence ; 'S' pour solidarité,) fait partie des initiateurs de la tribune « Le 10 novembre, à Paris, nous dirons STOP à l’islamophobie ! » publiée dans Libération le 1er novembre 2019. Marwan Muhammad fait partie des premiers signataires de la tribune, qui appelle à manifester le 10 novembre à Paris contre l’islamophobie. La manifestation controversée réunit 13 500 participants. Au cours de celle-ci, Muhammad, sur le boulevard de Magenta, s’exprime devant la foule et lui fait scander la formule « Allahu akbar » à plusieurs reprises. Libération décrit la scène : 

« Marwan Muhammad fait scander la foule lorsqu'il déclare : « On dit “Allahu Akbar” parce qu'on est fier d’être musulmans et d’être citoyens français. » La foule crie. « On dit “Allahu Akbar” car on en a marre que des médias fassent passer cette expression religieuse pour une expression de guerre. » La foule crie à nouveau,. »

Pour Marianne, les journalistes de Libération « se contentent de citer Marwan Muhammad, sans jamais remettre en question ses affirmations ni pointer ses accointances avec les Frères musulmans ». « Cela donne l'impression que la polémique terminologique ne vient pas des actes terroristes en tant que tels, mais de la façon dont ils sont présentés » et de dénoncer une « inversion accusatoire dont les islamistes ont le secret »,.

## Publications
- FoulExpress : Petit traité de déconstruction du système financier, La Sentinelle, coll. « Consciences », septembre 2009, 254 p. (ISBN 978-2-918722-00-7 et 2-918722-00-6, présentation en ligne)
- Nous (aussi) sommes la nation : Pourquoi il faut lutter contre l'islamophobie, La Découverte, mars 2017, 248 p. (ISBN 978-2-7071-9579-1 et 2-7071-9579-0, présentation en ligne) Entretien TV5 Monde, Grand angle : « "Nous (aussi) sommes la nation", un plaidoyer contre l'islamophobie » [vidéo], sur youtube.com, 3 avril 2017, durée 12 min 10 s